# طلال شلة
طلال شلة (مواليد 2 ديسمبر 1991) هو لاعب كرة قدم قطري. يلعب حالياً لنادي الشمال معار من نادي المرخية. 
لعب في نادي الشمال ونادي المرخية ونادي أم صلال .

## روابط خارجية
طلال شلة على موقع قاعدة بيانات كرة القدم.إي يو (الإنجليزية)
- طلال شلة على موقع Soccerway.com (الإنجليزية)